# Frictional Games
Frictional Games — независимая компания, специализирующаяся на разработке компьютерных игр, расположенная в шведском городе Хельсингборг. Все игры компании используют в работе внутренний игровой движок HPL Engine.

## История
Первой коммерческой игрой студии была Penumbra: Overture, в жанре survival horror, вышедшая в 2007 году, с последующим его продолжением — Penumbra: Black Plague в 2008 году, и наконец, расширением Penumbra: Requiem позднее в 2008 году.
Первая Penumbra изначально представляла собой технологическое демо, созданное в 2006 году.
4 мая 2010 года Penumbra: Overture была включена в сборник инди-игр со свободной ценой Humble Indie Bundle, распространяемую цифровым путём. После успеха продаж (выручка составила более одного миллиона долларов) разработчики игр сборника полностью открыли их исходный код, в том числе и движка HPL1 Engine.
8 сентября 2010 года компания издала игру Amnesia: The Dark Descent, вместе с которым издалась версия 2.0 движка HPL.
12 апреля 2011 года компания выпустила дополнение для Amnesia: The Dark Descent — Amnesia: Justine, события которого пересекаются с первой частью игры.
10 сентября 2013 года компания издала игру Amnesia: A Machine for Pigs.
22 сентября 2015 года компания издала игру SOMA, вместе с которой издалась версия 3.0  движка HPL.
22 ноября 2016 года компания подготовила сборник для PlayStation 4, включающий все игры серии Amnesia: Amnesia: The Dark Descent (с дополнением Amnesia: Justine) и Amnesia: A Machine for Pigs. Сборник доступен для загрузки в цифровом сервисе PlayStation Network.
6 марта 2020 года компания анонсировала игру Amnesia: Rebirth, изданная 20 октября 2020, вместе с которой издалась версия 3.5 движка HPL.
На данный момент в разработке находятся две игры. Frictional Games заявили, что одновременно разрабатывающиеся два проекта позволят им быть более экспериментальными, потому что им не придётся вкладывать все усилия в один проект ради финансовой выгоды.
1 декабря 2022 года разработчики анонсировали Amnesia: The Bunker, выход которой был намечен на март 2023, позже перенесённый на 16 мая, затем 23 мая, и, наконец, 6 июня того же года.

## HPL Engine
HPL Engine — собственный игровой движок Frictional. Был назван в честь писателя Г. Ф. Лавкрафта. Первая версия движка HPL Engine 1 была задействована для серии Penumbra. Эта итерация была выпущена как программное обеспечение с открытым исходным кодом 12 мая 2010 года, причём большая часть кода лицензирована по лицензии GNU GPL-3.0 или более поздней версии. HPL Engine 2 использовался для Amnesia: The Dark Descent и Amnesia: A Machine for Pigs, а также прототипных версий Gone Home. Он также был выпущен под лицензией GNU GPL-3.0 или более поздней версии 23 сентября 2020 года.

## Игры студии
| Год  | Название                    | Разработчик | Платформа | Платформа | Платформа | Платформа | Платформа | Платформа | Платформа | Платформа | Игровой движок | Издатель            |
| Год  | Название                    | Разработчик | Win       | Mac       | Lin       | PS4       | PS5       | XOne      | XSX       | Switch    | Игровой движок | Издатель            |
| ---- | --------------------------- | ----------- | --------- | --------- | --------- | --------- | --------- | --------- | --------- | --------- | -------------- | ------------------- |
| 2007 | Penumbra: Overture          | Да          | Да        | Да        | Да        | Нет       | Нет       | Нет       | Нет       | Нет       | HPL1 Engine    | Paradox Interactive |
| 2008 | Penumbra: Black Plague      | Да          | Да        | Да        | Да        | Нет       | Нет       | Нет       | Нет       | Нет       | HPL1 Engine    | Paradox Interactive |
| 2008 | Penumbra: Requiem           | Да          | Да        | Да        | Да        | Нет       | Нет       | Нет       | Нет       | Нет       | HPL1 Engine    | Paradox Interactive |
| 2010 | Amnesia: The Dark Descent   | Да          | Да        | Да        | Да        | Да        | Нет       | Да        | Нет       | Да        | HPL2 Engine    | Frictional Games    |
| 2013 | Amnesia: A Machine for Pigs | Нет         | Да        | Да        | Да        | Да        | Нет       | Да        | Нет       | Да        | HPL2 Engine    | Frictional Games    |
| 2015 | SOMA                        | Да          | Да        | Да        | Да        | Да        | Нет       | Да        | Нет       | Нет       | HPL3 Engine    | Frictional Games    |
| 2020 | Amnesia: Rebirth            | Да          | Да        | Да        | Да        | Да        | Нет       | Да        | Да        | Нет       | HPL3.5 Engine  | Frictional Games    |
| 2023 | Amnesia: The Bunker         | Да          | Да        | Нет       | Нет       | Да        | Нет       | Да        | Да        | Нет       | HPL3.5 Engine  | Frictional Games    |